# Trematon Castle

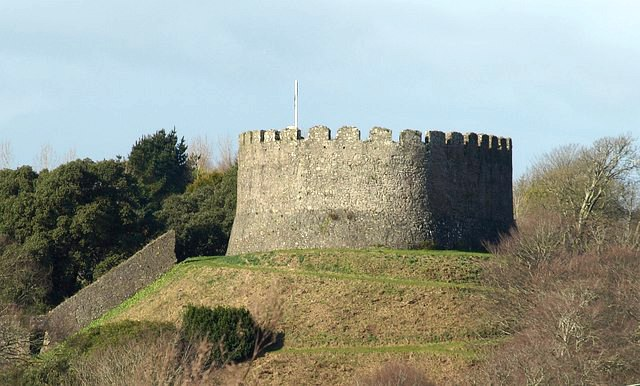
Der Donjon von Trematon Castle

Trematon Castle ist eine Burgruine bei Saltash in der englischen Grafschaft Cornwall. Die Burg war das Zentrum der Baronie Trematon. Sie ähnelt im Baustil dem später entstandenen Restormel Castle und hat einen Keep aus dem 12. Jahrhundert. Trematon Castle liegt über dem Plymouth Sound und wurde vermutlich für Robert, Graf von Mortain auf den Ruinen eines früheren römischen Forts erbaut. Es ist eine Motte, die bald nach der normannischen Eroberung Englands errichtet wurde. Sie liegt auf einer Wachposition etwa 2,5 Kilometer südöstlich des Dorfes Trematon.

## Beschreibung
Wie Restormel Castle hat auch Trematon Castle einen steinernen Shell Keep, der auf dem Gipfel des Burghügels der Motte errichtet wurde. Obwohl sie ruiniert sind, stehen doch die normannischen Mauern größtenteils noch, sodass man die ursprüngliche Form der Burg und ihres Keeps erkennen kann. Der Keep hat einen ovalen Grundriss und Wände mit 3 Meter Dicke und 9 Meter Höhe. Der Innendurchmesser beträgt etwa 21 Meter. Ein rechteckiges Torhaus, das 1270 erbaut wurde, hat zwei Stockwerke und ein Fallgatter. Beide Gebäude befinden sich in gutem Zustand.
Der Militärhistoriker Sir Charles Oman sagte über die Lage der Burg: „Trematon liegt weit oben, auf einem der Gipfel der eher chaotischen Gruppe von Hügeln, die hinter Saltash und seiner kühnen, modernen Brücke liegen.“
Im Burghof steht ein Haus in georgianischem Stil, das um 1808 erbaut wurde. Es hat vier Empfangsräume und sechs Schlafgemächer sowie Quartiere für die Dienerschaft. Ein Teil der ursprünglichen Burgmauer wurde abgerissen, sodass man von diesem Haus aus die umgebende Landschaft sehen kann.

## Geschichte
Die Burg ließ an dieser Stelle Robert, Graf von Mortain, bald nach der normannischen Eroberung Englands errichten.
Von der Eroberung bis 1270 gehörten die Rechte am Fährbetrieb von der Saltash Passage auf der Plymouth-Seite des Tamar nach Saltash der Familie Vautort. Als Roger de Vautort Trematon Castle und die zugehörige Grundherrschaft an Richard von Cornwall verkaufte, wurde die Pacht an den Bailiff des Earls bezahlt. Im 13. Jahrhundert belief sie sich auf fast 7 Pfund Sterling.
Die Burg blieb seit 1270, als sie Earl Richard für £ 300 kaufte, ohne Unterbrechung in Besitz der Earls und Dukes of Cornwall.
Als Sir Francis Drake 1580 von seiner Erdumsegelung zurückkam, landete er im Hafen von Plymouth und ankerte hinter St Nicholas Island, bis der Befehl von Königin Elisabeth I. eintraf, dass die eingesammelten Schätze auf Trematon Castle gelagert werden sollten. Die Beute bestand aus Gold, Silber und Edelsteinen, meist Smaragde, die Drake von spanischen Schiffen entlang der Westküste von Südamerika erbeutet hatte. Bevor der Schatz schließlich in den Tower of London gebracht wurde, wurde er vorübergehend in der Golden Hinde untergebracht.
1961 schrieb das Herzogtum Cornwall die Burg für 21 Jahre zur Pacht für £ 250 pro Jahr aus. Anschließend wurde sie das Heim in Cornwall von Hugh Foot, Lord Caradon, und sein Sohn, Paul Foot, ein investigativer Journalist, verbrachte einen Teil seiner Jugend dort.
Königin Elisabeth II. besuchte die Burgruine am 25. Juli 1962 in Begleitung des Lord Lieutenant of Cornwall, Sir Edward Bolitho, bevor sie nach Fowey fuhr, um an Bord der königlichen Jacht Britannia zu gehen.
Die Burgruine ist derzeit Donnerstags, Freitages und Samstags, jeweils 11.00 Uhr – 16.30 Uhr, öffentlich zugänglich.